# Duane Chase
Duane Dudley Chase (Los Angeles, 12 december 1950) is een voormalig Amerikaanse acteur die vooral bekend werd door zijn rol als Kurt von Trapp in de film The Sound of Music (1965).
In de film The Sound of Music is Kurt de jongste zoon van de familie Von Trapp en het op drie na oudste kind, na Liesl, Friedrich en Louisa (respectievelijk Charmian Carr, Nicholas Hammond en Heather Menzies). Chase vertolkte de rol van de 11 jaar oude jongen toen hij zelf 15 was. In het lied So Long, Farewell is de hoge noot op het eind niet door hem zelf gezongen, maar door Darlene Carr, de jongere zus van Charmian Carr. Hij had hier veel op geoefend, maar het lukte hem niet om de noot goed onder de knie te krijgen.
In 1966 had Chase nog een rol in de Walt Disney-film Follow Me, Boys! met Fred MacMurray en Kurt Russell in de hoofdrollen en speelde hij in één aflevering van de Amerikaanse westernserie The Big Valley. Na de middelbare school stopte hij met acteren en behaalde hij zijn master in de geologie. Sindsdien is hij enkel nog op televisie geweest in themaprogramma's rondom The Sound of Music.
Tegenwoordig ontwerpt hij software voor computers. In 1987 trouwde hij met Petra Maria.

## Filmografie
- 1965 - The Sound of Music - Kurt von Trapp
- 1966 - Follow Me, Boys! - Joe
- 1966 - The Big Valley: The Man from Nowhere - Danny Mathews